# José Amalfitani
José Amalfitani, né à Buenos Aires le 16 juin 1894 et mort le 14 mai 1969, est un dirigeant sportif et journaliste argentin. Surnommé « Don Pepe », il est le président du club de football de Vélez entre 1923 et 1925 puis de 1941 à 1969.

## Biographie
José Amalfitani naît le 16 juin 1894 dans le centre de Buenos Aires (Corrientes y Callao). Ses parents Luis Amalfitani et Fortunata Graziadio, sont d'origine calabraise. Ils déménagent vers le quartier de Flores, où ils établissent un commerce de matériaux de construction. José a été le seconde d'une fratrie de 13 frères, dont un est mort lorsqu'il avait 2 ans.
Fasciné très jeune par le football, José Amalfitani devient en 1913 socio du club de Vélez, puis président pendant deux ans à partir de 1923. Durant cette période, il fait acheter un terrain pour un stade à Villa Luro.
Il remporte à nouveau les élections du club le 26 janvier 1941, alors que Vélez vient d'être relégué pour la première fois de son histoire, et épure les 40000 pesos de dettes du club en hypothéquant sa maison. Vélez retrouve l'élite en 1943, en remportant la seconde division.
En 1947, le club lance la construction d'un nouveau stade dans le quartier de Liniers, inauguré en 1951.
Au cours de son mandat de 30 ans, José Amalfitani  structure le club, et en fait un prétendant au haut de tableau de la première division argentine. Vélez finit par remporter le premier titre national de son histoire en 1968. Le 7 décembre 1968, l'assemblée des socios de Vélez décide de nommer le stade du quartier de Liniers en son honneur.
En plus de ses activités dans le monde du sport, Amalfitani exerce comme journaliste à La Prensa.

## Décès
Grand fumeur, Amalfitani décède d'un cancer du poumon le 14 mai 1969. Ses restes reposent dans le Cimetière de Chacarita. Trois ans après sa mort, l'Association du Football Argentin décrète le 14 mai "Jour du Dirigeant Sportif", en hommage à José Amalfitani.